# Brunet (Alpes-de-Haute-Provence)
Brunet település Franciaországban, Alpes-de-Haute-Provence megyében. Lakosainak száma 293 fő (2022. január 1.). Brunet Le Castellet, Entrevennes, Puimoisson, Riez, Saint-Julien-d’Asse és Valensole községekkel határos.

## Népesség
A település népességének változása:
| Lakosok száma | 186  | 258  | 162  | 249  | 262  | 255  | 278  | 290  | 289  | 293  |
|               | 1968 | 1982 | 1990 | 2006 | 2013 | 2015 | 2017 | 2019 | 2020 | 2022 |